# 異齒非鯽屬
異齒非鯽屬，是條鰭魚綱䲁形目麗魚科下的一個屬。

## 分類
本屬屬於褶唇麗魚亞科，目前被認可的2個種如下：
- 布氏非鯽 Heterotilapia buettikoferi (Hubrecht, 1881)
- 塞西非鯽 Heterotilapia cessiana (Thys van den Audenaerde, 1968)